# Alessandro Ghebreigziabiher
Alessandro Ghebreigziabiher (Nápoles, 20 de mayo de 1968) es un escritor, narrador y actor de teatro italiano.

## Biografía
Alessandro Ghebreigziabiher nació en Nápoles en 1968 de padre eritreo y madre italiana y actualmente vive en Roma.
Es autor de novelas y cuentos, un narrador de teatro particularmente activo en el campo de la interculturalidad y la diversidad, en conferencias y festivales.
Su primer libro, Tramonto ("Puesta del sol"), publicado por Lapis Edizioni en 2003 fue incluido por la Biblioteca Internacional de la Juventud dentro de The White Ravens, una lista anual que incluye 250 libros para niños de todo el mundo considerados dignos de mención.
Desde 2007 es director artístico del festival italiano de cuentacuentos Il dono della diversità ("El don de la diversidad"), cuya decimotercera edición fue en 2019.
Barry Bradford, un orador, historiador y escritor estadounidense, que contribuyó a reabrir el caso de Edgar Ray Killen, culpable de los asesinatos de activistas pro derechos civiles de Misisipi, apreciaba su cuento "Il coraggio della speranza" ("El valor de la esperanza"), acerca de Michael Schwerner, James Chaney y Andrew Goodman, y escribió el prólogo de su libro Amori diversi ("Diferentes amores") a petición suya.
En 2016 fundó el grupo internacional Storytellers for Peace (Narradores por la Paz), que incluye artistas de todo el mundo y tiene el objetivo de crear vídeos en varios idiomas sobre temas como la paz y los derechos humanos.
Es coordinador de la Red Internacional de Cuentacuentos fundada por Enrique Páez y Beatriz Montero.
La obra Le sette vite di Eva (Las siete vidas de Eva) figura entre los doce finalistas, seis en su categoría, en la tercera edición del premio internacional para obras de teatro joven organizado por Editorial Dalya.

## Obra

### Novela
- 2006 Il poeta, il santo e il navigatore (Fermento Editore) ISBN 88-89207-38-8
- 2008 L’intervallo (Intermezzi Editore) ISBN 88-903576-1-4
- 2015 La truffa dei migranti (Tempesta Editore) ISBN 978-88-97309-75-8
- 2016 Elisa e il meraviglioso mondo degli oggetti (Tempesta Editore) ISBN 88-97309-87-9
- 2017 Carla senza di Noi (Graphofeel Edizioni) ISBN 88-97381-79-0
- 2019 Lo strano vizio del professor Mann (Ofelia Editrice) ISBN 88-99820-26-0
- 2019 Matematica delle parole (Toutcourt Edizioni) ISBN 88-32219-09-3
- 2020 A morte i razzisti (Oakmond Publishing) ISBN 39-62072-20-9
- 2021 Agata nel paese che non legge (NEM Editore) ISBN 978-88-88903-63-7
- 2023 Io, Blu e Rosso (Edizioni Bette) ISBN 979-12-80564-26-9
- 2024 Specchi delle nostre brame (Edizioni Bette) ISBN 979-12-80564-35-1

### Colecciones de cuentos
- 2006 Mondo giovane (Editrice La Ginestra) ISBN 88-8481-025-6
- 2006 Lo scrigno cosmopolita (Editrice La Ginestra) ISBN 978-88-8481-031-1
- 2013 Il dono della diversità[22] (Tempesta Editore) ISBN 978-88-97309-34-5
- 2013 Amori diversi (Tempesta Editore) ISBN 88-97309-45-3

### Libro para niños
- 2002 Tramonto (Edizioni Lapis) ISBN 88-87546-60-6
- 2008 Tra la terra e l’acqua[23] (Camelozampa Editore) ISBN 978-88-903034-2-5
- 2014 Roba da bambini (Tempesta Editore) ISBN 978-88-97309-57-4
- 2017 Tramonto, la favola del figlio di Buio e Luce (Tempesta Editore) ISBN 978-88-97309-94-9

### No ficción
- 2022 Nato da un crimine contro l'umanità. Dialogo con mio padre sulle conseguenze del colonialismo italiano (Tab Edizioni) ISBN 978-88-9295-611-7

### Teatro
- Tramonto (1999)
- Robin Dream (2005)
- Io di idee ne ho tante, ma… (2005)
- La vera storia di Jean-Baptiste du Val-de-Grâce, oratore della razza umana (2008)
- Loving contro Virginia (2010)
- Storie e Notizie (2010)
- Nostro figlio è nato (2012)
- Il dono della diversità (2013)
- Amori diversi (2013)
- Roba da bambini (2014)
- Questa è la paura (2015)
- La truffa dei migranti (2015)
- Quando (2016)
- Curami (2017)
- Le sette vite di Eva (2018)
- Storie da pazzi di storie (2019)